# 上師瑜伽
上師瑜伽（Guru Yoga），又稱虔信瑜伽，源自印度怛特羅密教與瑜伽傳統，被佛教密宗所採納，是密宗極重要的修行方法。它被認為是四不共加行中最重要的一項，在大手印與大圓滿傳承中，都認為此修行方法是修行金剛乘的基本。在學習上師瑜伽時，必須將上師等同於佛陀，完全相信上師教授的一切，遵行他的命令，盡力供養上師，在任何時候都要憶念上師。